# Judwaa
Judwaa (ये है जलवा) è un film del 1997 diretto da David Dhawan.

## Colonna sonora
1. Kumar Sanu, Kavita Krishnamurthy – Duniya Mein Aaye – 6:02
2. Anu Malik – Go East Or West India Is The Best – 7:04
3. Anu Malik, Sushma Shreshta – Oonchi Hai Building – 5:10
4. Abhijeet, Poornima – Tan Tana Tan Tan Tan Tara – 6:39
5. Kumar Sanu, Kavita Krishnamurthy – Tera Aana Tera Jaana – 4:53
6. Kumar Sanu, Poornima – Tu Mere Dil Mein Basja – 4:46